# Proceedings of the National Academy of Sciences
Proceedings of the National Academy of Sciences of the United States of America (in italiano Atti dell'Accademia Nazionale delle Scienze degli Stati Uniti d'America) è una rivista scientifica statunitense, organo ufficiale della United States National Academy of Sciences.  
Citata spesso con la sigla PNAS (oppure con Proc Natl Acad Sci USA), è una delle riviste scientifiche più note a livello internazionale.
Fondata nel  1915, pubblica articoli di grande interesse su argomenti di vari settori, specialmente nel campo biomedico, ma anche di biologia, fisica, matematica e scienze sociali.
La rivista è stampata ogni settimana e pubblicata quotidianamente online nella PNAS Early Edition.
Il fattore d'impatto della rivista è stato di 9,674 nel 2014, e 9,809 nel 2013.